# Boodihal, Shorapur
Boodihal là một làng thuộc tehsil Shorapur, huyện Gulbarga, bang Karnataka, Ấn Độ.